# Lake Shore (Minnesota)
Lake Shore è una città degli Stati Uniti d'America, situata in Minnesota, nella contea di Cass.